# بروس أيرونز
بروس أيرونز (بالإنجليزية: Bruce Irons)‏ هو متركمج أمريكي، ولد في 16 نوفمبر 1979 في Hanalei, Hawaii ‏ في الولايات المتحدة.

## وصلات خارجية
- بروس أيرونز على موقع الرابطة العالمية لركوب الأمواج (الإنجليزية)
- بروس أيرونز على موقع EncyclopediaOfSurfing.com (الإنجليزية)